# Itapitanga
Itapitanga es un municipio brasileño del estado de Bahía. Su población estimada en 2004 era de 10.335 habitantes. Se encuentra en el litoral sur del estado, con más o menos 14º de latitud y 39° de longitud. El clima de Itapitanga es tradicionalmente conocido como el mejor de la región, a pesar de los largos períodos de sequías ocurridos en los últimos seis años. La temperatura varia entre una máxima de 39 °C y una mínima de 17 °C, con una precipitación pluviométrica en torno a los 1.300 mm.

## Toponimia
Itapitanga es un vocablo de origen indígena que significa piedra roja. Del tupí itá; y pitanga: roja.